# Эскадренные миноносцы типа «Фрисланд»
«Фрисланд» (нидерл. Frieslandklasse) — тип эсминцев ВМС Нидерландов. Были созданы на основе эсминцев типа «Холланд», отличаясь от них прежде всего более мощной силовой установкой, чья конструкция была заимствована у эсминцев США типа «Гиринг», и усиленным зенитным вооружением. Как и у типа «Холланд», основным назначением эсминцев типа «Фрисланд» являлось обеспечение противолодочной обороны. С 1951 по 1958 год было построено восемь кораблей этого класса, составивших основную силу противолодочных флотилий ВМС Нидерландов. В 1960-х — 1970-х годах эсминцы типа «Фрисланд» прошли ряд малых модернизаций, а в 1979—1982 годах, с принятием на вооружение фрегатов типа «Кортенар», сменивших их в противолодочной роли, были сняты с вооружения. Семь из них были проданы Перу, где они оставались в строю вплоть до начала 1990-х годов, прежде чем быть окончательно пущены на слом.

## Представители
| Название                                                               | Номер    | Верфь                           | Закладка        | Спуск на воду   | Вступление в строй | Судьба                                             |
| ---------------------------------------------------------------------- | -------- | ------------------------------- | --------------- | --------------- | ------------------ | -------------------------------------------------- |
| Фрисланд Friesland                                                     | F 812    | Амстердамская верфь             | 17 декабря 1951 | 21 февраля 1953 | 22 марта 1956      | пущен на слом в 1979 году                          |
| Гронинген Groningen В ВМС Перу: Гальвес Galvez                         | F 813 78 | Амстердамская верфь             | 21 февраля 1952 | 9 января 1954   | 12 сентября 1956   | продан Перу в 1982 году, пущен на слом в 1991 году |
| Лимбюрг Limburg В ВМС Перу: Капитан Кинонес Capitan Quinones           | F 814 76 | Koninklijke Schelde, Флиссинген | 28 ноября 1953  | 5 сентября 1955 | 31 октября 1956    | продан Перу в 1980 году, пущен на слом в 1991 году |
| Оверейссел Overijssel В ВМС Перу: Колонель Болоньеси Colonel Bolognesi | F 815 70 | Wilton-Fijenoord                | 15 октября 1953 | 8 августа 1955  | 4 октября 1957     | продан Перу в 1982 году, пущен на слом в 1990 году |
| Дренте Drenthe В ВМС Перу: Гуисе Guise                                 | F 816 72 | Амстердамская верфь             | 9 января 1954   | 26 марта 1955   | 1 августа 1957     | продан Перу в 1981 году, пущен на слом в 1985 году |
| Утрехт Utrecht В ВМС Перу: Кастилья Castilla                           | F 817 71 | Koninklijke Schelde, Флиссинген | 15 февраля 1954 | 2 июня 1956     | 1 октября 1957     | продан Перу в 1980 году, пущен на слом в 1990 году |
| Роттердам Rotterdam В ВМС Перу: Диес Кансеко Diez Canseco              | F 818 79 | Rotterdam DD                    | 7 января 1954   | 26 января 1956  | 28 февраля 1957    | продан Перу в 1981 году, пущен на слом в 1991 году |
| Амстердам Amsterdam В ВМС Перу: Вильяр Villar                          | F 819 77 | Амстердамская верфь             | 26 марта 1955   | 25 августа 1956 | 10 апреля 1958     | продан Перу в 1980 году, пущен на слом в 1991 году |